# People (album Barbry Streisand)
People – album amerykańskiej piosenkarki Barbry Streisand, wydany w 1964 roku przez Columbia Records. 
Płyta zawiera nową wersję przeboju „People”, który Streisand wykonywała w musicalu Zabawna dziewczyna. Fotografia na okładce została wykonana przez Dona Bronsteina w czerwcu 1963 w Chicago nad jeziorem Michigan.
W 2002 roku wydana została zremasterowana edycja krążka, zawierająca oryginalną szatę graficzną oraz bonusowy utwór „I Am Woman”.

## Odbiór
Album People był pierwszym w karierze Streisand, który dotarł do pierwszego miejsca na liście sprzedaży w USA, utrzymując się na szczycie przez pięć tygodni. Zdobył też on w USA status platynowego.
Płyta zdobyła nagrody Grammy w kategoriach „najlepszy wokalny występ kobiecy pop” dla Streisand i „najlepsza szata graficzna” dla Roberta Cato i Dona Bronsteina.

## Lista utworów
Strona A
| 1. | „Absent Minded Me”                     | 3:07  |
|    |                                        |       |
| 2. | „When in Rome (I Do as the Romans Do)” | 2:57  |
|    |                                        |       |
| 3. | „Fine and Dandy”                       | 2:49  |
|    |                                        |       |
| 4. | „Supper Time”                          | 2:47  |
|    |                                        |       |
| 5. | „Will He Like Me”                      | 2:34  |
|    |                                        |       |
| 6. | „How Does the Wine Taste?”             | 2:36  |
|    |                                        |       |
|    |                                        | 16:50 |
|    |                                        |       |
Strona B
| 1. | „I’m All Smiles”      | 2:09  |
|    |                       |       |
| 2. | „Autumn”              | 1:57  |
|    |                       |       |
| 3. | „My Lord and Master”  | 2:59  |
|    |                       |       |
| 4. | „Love Is a Bore”      | 2:08  |
|    |                       |       |
| 5. | „Don’t Like Goodbyes” | 3:14  |
|    |                       |       |
| 6. | „People”              | 3:40  |
|    |                       |       |
|    |                       | 16:07 |
|    |                       |       |
Bonus na wersji CD (2002)
| 13. | „I Am Woman” | 2:52  |
|     |              |       |
|     |              | 02:52 |
|     |              |       |

## Notowania
| Kraj                              | Pozycja |
| --------------------------------- | ------- |
| Stany Zjednoczone (Billboard 200) | 1       |

## Certyfikaty
| Kraj                     | Certyfikat      |
| ------------------------ | --------------- |
| Stany Zjednoczone (RIAA) | platynowa płyta |